# أميرة العباس
أميرة العباس (10 يوليو 1993) روائية وإعلامية ومذيعة سورية في إذاعة ميكس أف أم، قدمت برنامج باليوتوب على قناة صاحي باليوتيوب.

## الحياة المهنية
بدأت أميرة العباس في الصحافة الورقية من خلال العمل في مؤسسة عكاظ للصحافة والنشر كصحفية ومذيعة في موقع عكاظ اليوم، ثم انتقلت لبرامج اليوتيوب لتحقق بعدها شهرة كبيرة، حيث قامت بتقديم برنامج «بناتيوب» عام 2014 الذي بث عبر قناة قوارير النسائية المدعومة من قناة صاحي، ويناقش قضايا المرأة السعودية بقالب كوميدي ساخر، ثم اتجهت للعمل في إذاعة ميكس أف أم عبر برنامج «كافيين»، ثم برنامج «عيشها صح».

## أعمالها
- بدون فلتر 2018

## المؤهلات العلمية
- دبلوم في إدارة الأعمال.
- بكالوريوس في مجال الصحافة.

## المجال الأدبي
- في أواخر عام 2016 أصدرت روايتها الأولى التي حملت اسم «وتاهت».[4][5]

## جوائز وأرقام
- درع الاستحقاق والتميز في ملتقى السلام والاستثمار الدولي في القاهرة.
- حصلت على لقب أفضل مقدمة برامج يوتيوب في مهرجان الكوميديا الدولي في أبها.
- حصلت على تصنيف ضمن أقوى 100 امرأة حول العالم من قناة بي بي سي.
- حصلت على تصنيف أكثر النساء إلهاماً وريادةً من قناة فرانس 24.[6]

## وصلات خارجية
- حوار مع أميرة العباس في مجلة هي
- أميرة العباس، أبحث عن كل ماهو جميل
- أميرة العباس: لست ليبرالية ولا حقوقية